# Schmetterlinge (novela)
Schmetterlinge (del alemán, "Mariposas") es una novela corta, primera obra del escritor chileno Emilio Araya Burgos. El libro se caracteriza por una estructura ambigua en la que la imaginación, lo sobrenatural y lo cotidiano se funden sin mayores distinciones. La línea argumental sigue el rito de paso de Martina Kemling, una niña del sur de Chile que enfrenta su primera menstruación mediante un ritual que la lleva a desentrañar los secretos de su propia familia, así como a comprender la naturaleza de su vocación y su visión del mundo.

## Historia
Pocos días después de su menarquia, Martina descubre que el trozo de papel higiénico que había guardado como recuerdo del acontecimiento se ha transformado en una hermoso lirio rojo. Consciente de que la flor representa una parte de su propia unidad, decide guardarlo en un cofre y partir en búsqueda de un sitio seguro donde esconderlo. El lugar elegido resulta ser una pradera situada en el interior del pequeño campo de su familia, situado a pocos kilómetros de la ciudad de Osorno. Una vez allí, en soledad, la niña se embarcará en un viaje introspectivo que la llevará a revisar su pasado, marcado por secretos familiares, presencias espectrales y seres fantásticos. 

## Personajes

### Principales
- Martina Kemling, joven chilena descendiente de inmigrantes alemanes, cuyo sueño es convertirse en escritora de literatura fantástica. Es extremadamente curiosa, inquieta e inteligente.

- Rodolfo Kemling , padre y mentor de Martina. Filólogo y doctor en Literatura Medieval Inglesa por la Universidad de Leeds, escritor frustrado. Tras su naturaleza afable, serena y reposada se esconde un trágico secreto.
- Magdalena Aldana, madre de Martina. Ejerce la medicina veterinaria como profesión, pero es artista plástica por vocación. Es una mujer muy estructurada. Posee un carácter fuerte, pese a sus constantes quiebres anímicos.
- Él, presencia espectral que mora en el ático del tercer piso de la casa de los Kemling y que amenaza constantemente, para el horror de Martina, con tomar el control de la casa y su familia.

### Secundarios
- Sabrina Kemling, hermana mayor de Martina. es una adolescente de carácter fuerte e ideas feministas.
- Azucena Aldana, tía de Martina, monja y profesora del Colegio Todos los Santos.
- Alejandra Arrollo, niña con apariencia élfica. Es la mejor amiga de Martina.
- Amemizu, espíritu elemental del campo sureño, a quien Martina encuentra en una de sus excursiones.

## Concepto y Creación

### Género
La novela es un ejemplo de literatura ecléctica. Oscila entre el bildungsroman, el cuento de hadas, la novela de aventuras, el relato fantástico, lo maravilloso y el Terror.

### Estilo
Narrada en un estilo omnisciente, la novela cuenta con doce capítulos estructurados en una forma semi-lineal. La historia se mueve constantemente hacia el pasado, por medio de extensos flashback que abarcan diez de los doce capítulos del libro. 

### Temas
El libro trata temas lingüísticos, literarios y filosóficos. Uno de los más prominentes es el de la naturaleza y el poder de los nombres, así como la relación entre la palabra y la creación de mundos fantásticos.La obra es rica en referencias a las grandes obras de la literatura fantástica. De este modo, se transforma en un comentario sobre la naturaleza de la fantasía y su rol en la literatura y la vida humana. 
La obra también desarrolla la relación de un padres con hijos de igual y distinto sexo. Al principio de la historia, Martina es notoriamente cercana a su padre, en desmedro de la fría relación que mantiene con su madre. Sin embargo, a medida que va creciendo y descubriendo su propia feminidad, Martina hallará en su madre una nueva figura de liderazgo y admiración. 
Otro de los temas es el paso de la niñez a la adolescencia, visto desde una perspectiva crítica a la teoría del monomito, de Joseph Campbell. 

### Influencias
Araya, en una entrevista concedida a EMOL, ha reconocido la influencia de Tolkien, Ursula K. Le Guin, Edgar Allan Poe. Sin embargo, las referencias contenidas en el libro evidencian un tributo a otros escritores del género, como C. S. Lewis, Kenneth Grahame y Lewis Carroll, así como también de autores clásicos como Chaucer y el poeta Ovidio.

## Recepción
Debido a su novedad, Schmetterlinge ha recibido poca atención por parte de la crítica literaria chilena. Sin embargo, el escritor Darío Oses elogió su composición, declarándola una novela "desconcertante" y "última novela de formación de la historia".

## Enlaces
- Schmetterlinge en EMOL.com, primera nota de prensa.
- Reseña de Darío Oses en Candilejas.cl

- Datos: Q6122429